# Lightweight Third Party Authentication
 (février 2025).
Si vous disposez d'ouvrages ou d'articles de référence ou si vous connaissez des sites web de qualité traitant du thème abordé ici, merci de compléter l'article en donnant les références utiles à sa vérifiabilité et en les liant à la section « Notes et références ».
Lightweight Third Party Authentication (LTPA) est un processus informatique d’authentification à signature unique (Single Sign On - SSO) mis en place par IBM en 2001 au sein du serveur d'application Websphere et du logiciel de groupware Lotus Notes.

## Mécanisme
Le processus d’authentification LTPA est le suivant :
- Une clef de chiffrement/déchiffrement est partagée par tous les serveurs impliqués dans le processus SSO.
- Le client fait une première requête sur un serveur avec une authentification HTTP basique (Authorization: Basic user:password dans l'en-tête de la requête).
- Si l’authentification est correcte, le serveur renvoie une réponse contenant un cookie dans lequel un jeton LTPA est configuré (chiffré avec la clef partagée).
- Si le client fait ultérieurement des requêtes sur d’autres serveurs, le cookie est automatiquement encapsulé dans la requête et peut être vérifié par le serveur cible. Si le jeton est correct (déchiffré avec la clef partagée), aucune demande d’authentification supplémentaire n'est faite par le serveur cible auprès du client : la requête est acceptée et traitée.